# Подрамник (живопись)

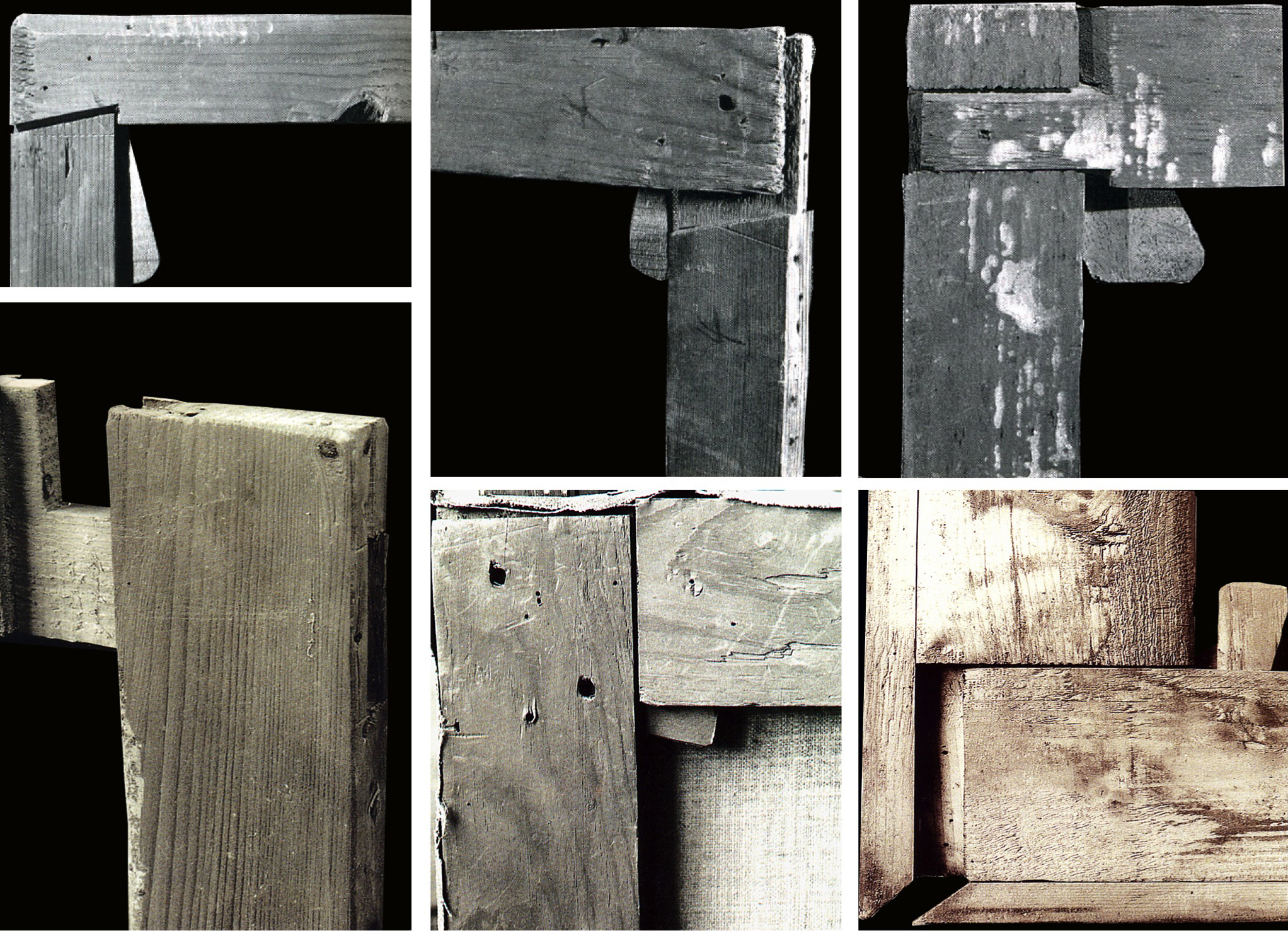
Различные способы крепления планок подрамника. XIX век

Подрамник — приспособление для закрепления и придания жёсткости тканевой основе для живописи. Подрамник представляет собой раму, размеры которого можно корректировать клиньями для закрепления холста. Весь процесс создания картины на холсте, от грунтовки до покрытия готовой живописи лаком, выполняется на подрамнике.

## История
Подобия подрамника использовались с того времени, как появилась живопись на ткани, так как даже грунт, нанесённый на неё, не придаёт необходимой жёсткости и оставляет её эластичной. В Трактате Ираклия проклеенный и высушенный холст перед грунтовкой советуется растянуть по деревянной доске с помощью нитей. У Ченнино Ченнини холст для подготовки под живопись натягивается на временный подрамник, описывается также его крепление с помощью гвоздей. В Нидерландах в XVII веке холст крепился на подрамнике с помощью шнуровки.
Первые подрамники были самой простой конструкции, изготавливались из дешёвой древесины и были «глухими», то есть неподвижными. Части подрамника соединялись по углам либо гвоздями, либо через крепление планками или шипами. Один из самых ранних подрамников, дошедших до наших дней, — сосновый подрамник картины Андреа Мантеньи «Принесение во храм». Для поддержания полотна в него вставлена деревянная доска, сам холст прибит гвоздями к подрамнику с лицевой стороны. Это пример традиционного крепления тканевой основы под живопись. Известны случаи, когда холст натягивался на цельную доску. Так поступал, например, Эль Греко.
С XVIII века использовались подрамники на клинках, изготовленные с высоким мастерством. Как о нововведении о таком типе подрамника сообщается в «Словаре» Пернети в 1757 году. Крепление холста осуществлялось уже не железными, а деревянными гвоздями. Если в настоящее время картина закреплена именно деревянными гвоздями, то это признак того, что её не перетягивали. В XIX веке художники снова вернулись к использованию примитивных подрамников и креплению металлическими гвоздями, которые до середины века изготавливались вручную. Позднее гвозди кустарного изготовления (сечение их стержней представляет собой квадрат либо прямоугольник, их форма конусообразная, они имеют очень острый кончик) сменили гвозди, произведённые машинным способом. Гвозди из меди появились в Швеции в XX веке — они менее подвержены коррозии и не портят холст так же, как и лужёные или оцинкованные гвозди из железа, использовавшиеся позднее.